# Eisbären Berlin
L'EHC Eisbären Berlin est un club allemand de hockey sur glace fondé en 1954 et basé à Berlin. Il évolue en Deutsche Eishockey-Liga (DEL), la première division du championnat d'Allemagne. Ses matchs à domicile se déroulent au Sportforum (surnommé Wellblechpalast), dans le quartier de Hohenschönhausen. À partir de 2008, il déménage dans la nouvelle salle omnisports de la ville, Mercedes-Benz Arena.

## Historique

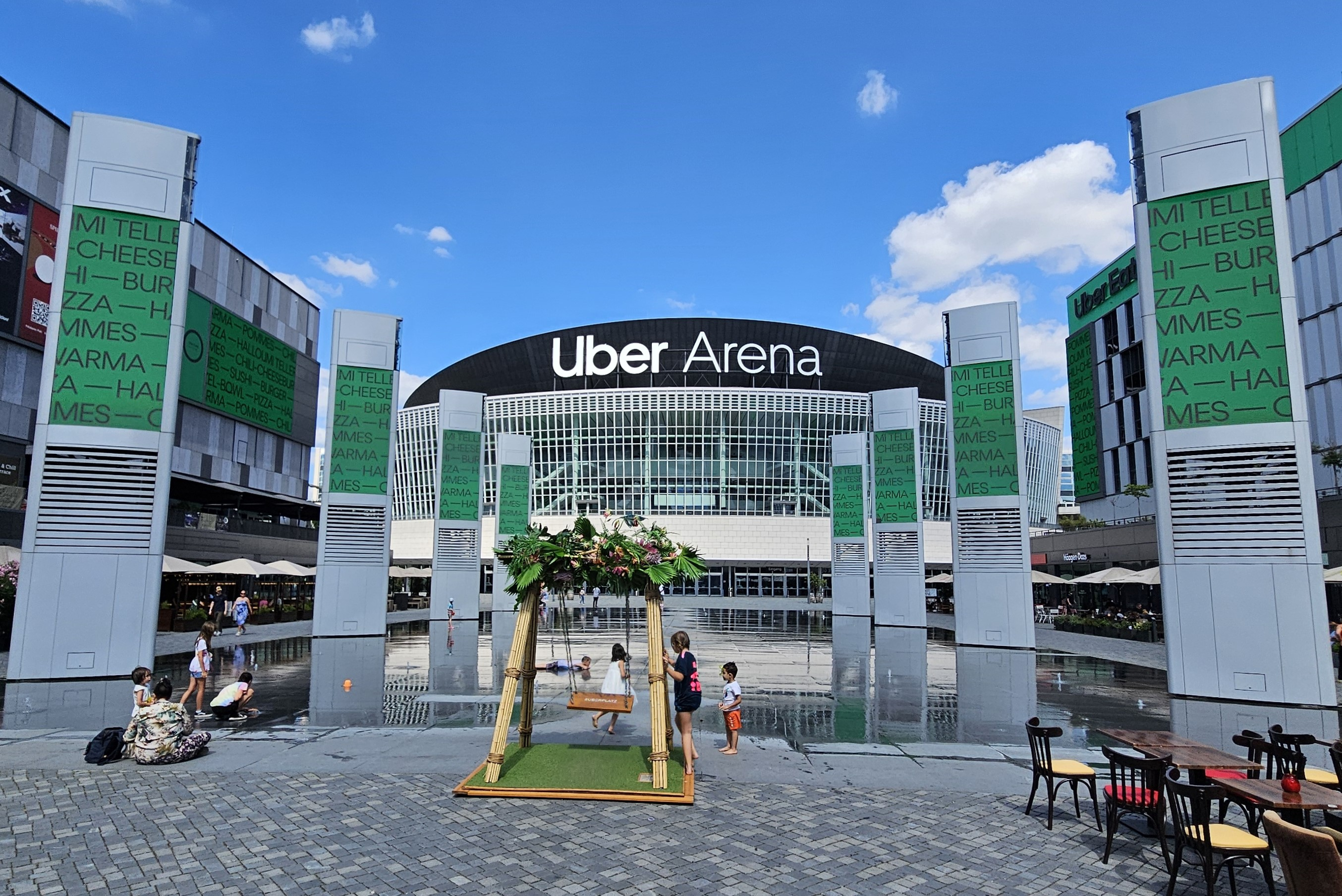
Uber Arena.

L'histoire du club commence en 1954 avec la création de la section hockey sur glace du SC Dynamo Berlin, à Berlin-Est. L'équipe participe alors au championnat d'Allemagne de l'Est (qui ne compte à partir de 1970 qu'un seul autre club, le SG Dynamo Weißwasser), dont elle remporte quinze fois le titre. En 1984, le Dynamo Berlin atteint également la troisième place de la Coupe d'Europe des clubs champions.
Après la chute du Mur, la section hockey sur glace se sépare en 1990 du SC Dynamo, prend le nom de EHC Dynamo Berlin e.V. et commence à utiliser l'ours polaire comme emblème.
Le Dynamo Berlin est intégré (avec Weißwasser) à la première division (Bundesliga) de l'Allemagne réunifiée mais lors de la première saison, en 1990-91, les Eisbären terminent 11e. Ils doivent alors descendre en deuxième division, mais ils réussissent à remonter aussitôt en Bundesliga. En 1992, sous la pression de sponsors trouvant le nom « Dynamo » trop connoté, le club adopta le nom de EHC Eisbären Berlin e.V.. Mais aujourd'hui encore dans les tribunes les partisans scandent « Dynamo » pour encourager l'équipe.
Après des résultats en dents de scie jusqu'en 2001, l'équipe se stabilisa en haut de tableau et finit par remporter le titre de Champion d'Allemagne en 2005. Depuis le club domine le championnat en remportant le titre en 2006, 2008, 2009, 2011 et 2012.
‌

## Palmarès
- Championnat d'Allemagne
  - Champion (9) : 2005, 2006, 2008, 2009, 2011, 2012, 2013, 2021 et 2022

- Championnat d'Allemagne de l'Est
  - Champion (15) : 1966, 1967, 1968, 1976, 1977, 1978, 1979, 1980, 1982, 1983, 1984, 1985, 1986, 1987 et 1988

- Coupe d'Allemagne
  - Champion (1) : 2008

- Trophée européen
  - Champion (1) : 2010

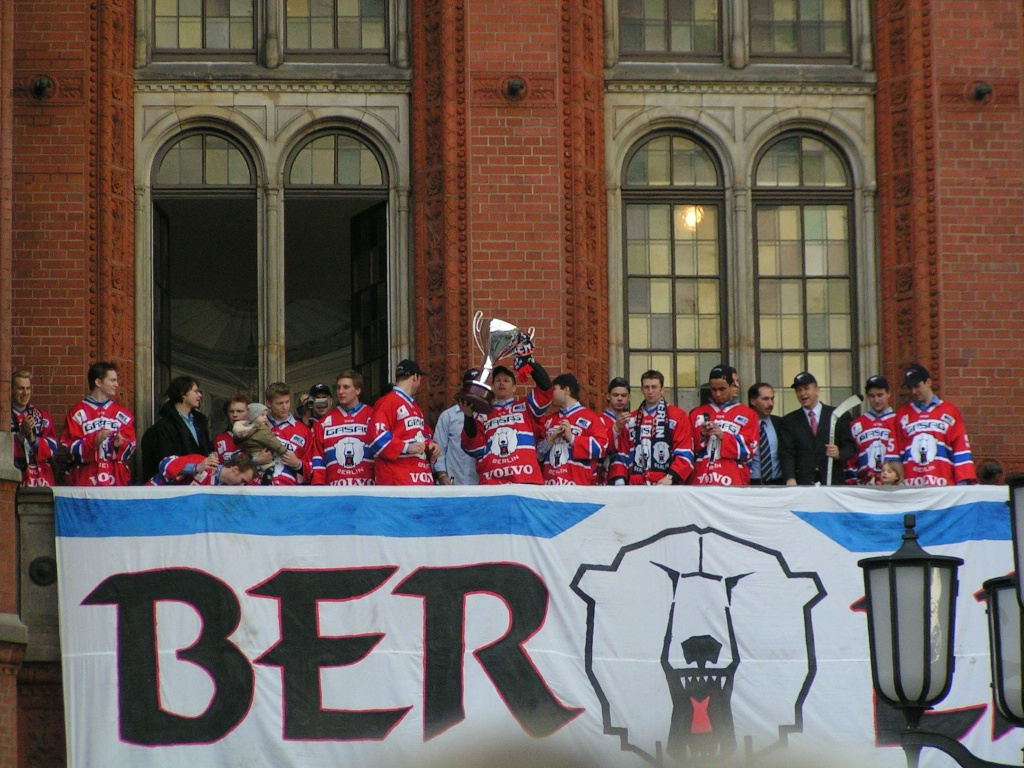
Les Eisbären Berlin à l'hôtel de ville de Berlin après leur titre de champion d'Allemagne 2005.
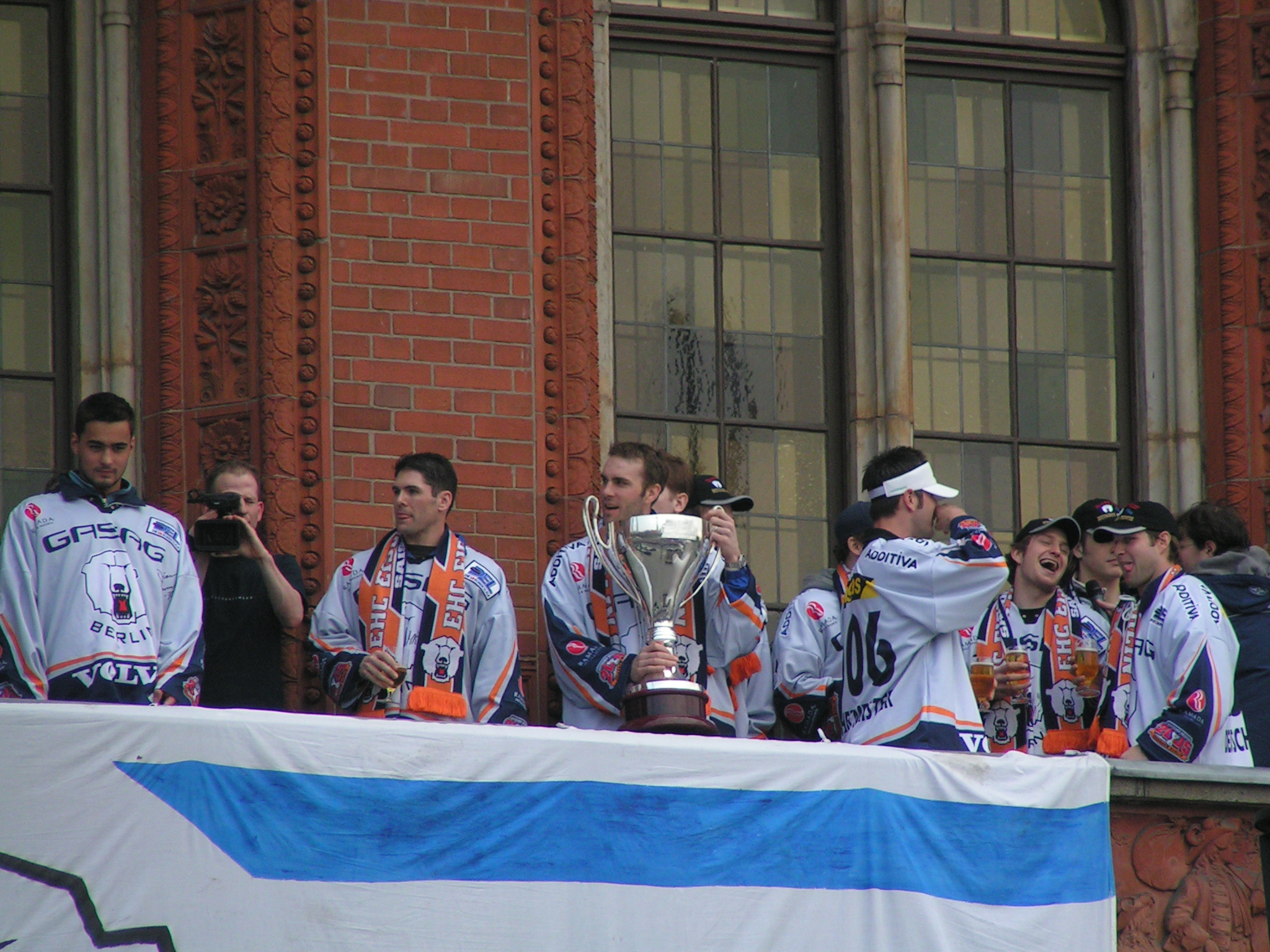
Les Eisbären Berlin à l'hôtel de ville de Berlin après leur titre de champion d'Allemagne 2006.